# Michał Urbański
Michał Urbański herbu Nieczuja (zm. w 1748 roku) – podczaszy żydaczowski w latach 1725–1740.
Był członkiem konfederacji województwa ruskiego, zawiązanej 10 grudnia 1733 roku w obronie wolnej elekcji Stanisława Leszczyńskiego.